# Bill Boyd (pokerspeler)
William Walter 'Bill' Boyd (McNeil (Arkansas), 27 januari 1906 – Las Vegas (Nevada), 21 november 1997) was een Amerikaans pokerspeler. Hij won het 5 Card Stud-toernooi van zowel de World Series of Poker 1971 , de World Series of Poker 1972, de World Series of Poker 1973 als de World Series of Poker 1974. Daarmee won Boyd elk 5 Card Stud-toernooi ooit gespeeld op de World Series of Poker (WSOP). Hij werd in 1981 als negende speler ooit opgenomen in de Poker Hall of Fame. Als eerbetoon kreeg hij in 1989 ook de allereerste hand gedeeld in het Mirage Hotel en Casino.
Boyd was de eerste pokeraar ooit die vier jaar op rij een WSOP-toernooi won. Die prestatie werd op de World Series of Poker 1979 geëvenaard door Doyle Brunson.

## Promotor van poker
Nadat in 1946 het het Golden Nugget Casino opende in Las Vegas, huurde Boyd hierin een ruimte om die uit te baten als pokerclub. Daarmee bestierde hij jarenlang de enige legale kaartruimte in Nevada. Ondanks dat het casino in die tijd nog weinig luxe en gedragsregels kende, hield Boyd er al wel strikte huisregels op na in zijn pokerclub. Hij zette 'spelers van het huis' aan de tafels neer om de boel gaande te houden. Soms speelde Boyd om die reden zelf ook mee. Ook gaf hij toeristen regelmatig geld om ze aan het pokeren te krijgen. Wanneer dat op was, trokken die vervolgens hun eigen portemonnee, zoals hij beoogde.
Boyds favoriete pokerspel was 5 Card Stud. Hij won op de World Series of Poker van 1971 tot en met 1974 vier jaar achter elkaar het toernooi in die discipline. Daarmee won hij ook alle 5 Card Stud-toernooien ooit gehouden op de WSOP, want in 1975 verdween het uit het programma wegens een gebrek aan populariteit.

## Uitvinding van Omaha
Golden Nugget-eigenaar Steve Wynn dwong Boyd in 1982 te stoppen als manager van de pokerruimte om hem te vervangen door Eric Drache. Boyd werd in plaats daarvan Director of Poker Operations, wat een mooie naam was voor een functie met minder inhoud. Een jaar later benaderde profpokerspeler Robert Turner Boyd met een idee voor een nieuw spel, dat hetzelfde werkte als Texas Hold 'em, maar dan met vier in plaats van twee 'blinde' kaarten per speler. Boyd zag hier wel wat. Hij plaatste het als Nugget Hold'em in het spelaanbod en begon het mede te promoten. Later werd de naam van het spel veranderd in Omaha en werd het wereldwijd een reguliere spelvorm.

## WSOP-titels
| Jaar                       | Toernooi               | Prijs     |
| -------------------------- | ---------------------- | --------- |
| World Series of Poker 1971 | Limit Five Card Stud   | $10.000,- |
| World Series of Poker 1972 | $10.000 Five Card Stud | $20.000,- |
| World Series of Poker 1973 | Limit 5 Card Stud      | $10.000,- |
| World Series of Poker 1974 | $5.000 5 Card Stud     | $40.000,- |